# Capo d’Orlando
Capo d’Orlando település Olaszországban, Szicília régióban, Messina megyében. Lakosainak száma 13 031 fő (2023. január 1.). Capo d’Orlando Capri Leone, Mirto, Naso, Torrenova, Militello Rosmarino és Gioiosa Marea községekkel határos.

## Népesség
A település népességének változása:
| Lakosok száma | 13 296 | 13 320 | 13 031 |
|               | 2017   | 2018   | 2023   |